# Hypostomus
Hypostomus é um gênero de peixes cascudos sul-americanos de água doce. O gênero tem 155 espécies.

## Espécies selecionadas
- Hypostomus cochliodon
- Hypostomus commersonii
- Hypostomus luteus
- Hypostomus niceforoi
- Hypostomus plecostomus
- Hypostomus punctatus